# Stadion Zlatica
El Stadion Zlatica es un estadio de fútbol situado en la ciudad de Podgorica capital de Montenegro. En este estadio disputa sus partidos como local el Fudbalski Klub Kom. El césped tiene una superficie de 105 x 70 metros y es natural. En las gradas del estadio entran unos 3500 espectadores que pueden ser más según el partido que se dispute. El estadio fue inaugurado en el año 1983.